# Franck Barthe
Compléments
Élève de l'École normale supérieure
Franck Barthe est un mathématicien français, lauréat du Prix de la Société mathématique européenne 2004 et du Grand Prix Jacques Herbrand 2005. Il est professeur à l'université Paul Sabatier à Toulouse.

## Carrière
Élève à l'École normale supérieure de la rue d'Ulm de 1992 à 1996, il soutient une thèse intitulée Inégalités fonctionnelles et géométriques obtenues par transport des mesures en 1997 sous la direction de Bernard Maurey et Alain Pajor à l'Université Paris-Est-Marne-la-Vallée,.
Il est professeur à l'Institut de mathématiques de Toulouse à l'Université Paul Sabatier. Ses recherches portent sur l'analyse convexe et les probabilités.

## Recherches
Franck Barthe est connu pour sa forme inverse de l'inégalité de Brascamp-Lieb (en). En collaboration avec Keith M. Ball (en), Shiri Artstein et Assaf Naor, il résout le problème de Shannon sur la monotonie de l'entropie de sommes de variables aléatoires.

## Distinctions
- 2004 : Prix de la Société mathématique européenne[5] pour l'utilisation des techniques de transport de mesures pour les inégalités géométriques en analyse harmonique et fonctionnelle et leurs applications frappantes à la géométrie des convexes. Sa plus grande réussite est une forme inverse des classiques inégalités de Brascamp-Lieb (en) et une solution (avec Arstein, Ball et Naor) d'un vieux problème de Shannon sur la production d'entropie dans les systèmes aléatoires.
- 2005 : Grand Prix Jacques Herbrand.
- 2005-2010 : Membre de l'Institut universitaire de France[6].